# Nowa Aleksandria (gmina)
Nowa Aleksandria (lub gmina Nowo-Aleksandria, 1916–1933 Puławy) – dawna gmina wiejska istniejąca na przełomie XIX i XX wieku w guberni lubelskiej. Siedzibą władz gminy była Nowa Aleksandria, stanowiąca od 1906 (do 1846 i od 1916 jako Puławy) odrębną gminę miejską.
W 1866 roku przystąpiono w Królestwie Polskim do reformy administracji w celu unifikacji tego kraju z Cesarstwem Rosji. Wraz z reformą gubernialno-powiatową przeprowadzono nowy podział na gminy wiejskie w ramach guberni i powiatów. Mniej więcej z dwóch gmin, z czasów 1859 roku powołano jedną nową gminę. Zmiany zostały ogłoszone z końcem 1866 roku (19/31 grudnia) i weszły w życie z początkiem 1867 roku. Gmina Nowa Aleksandria należała do powiatu nowoaleksandryjskiego w guberni lubelskiej. Na uwagę zasługuje fakt, iż Nowa Aleksandria była jedyną siedzibą powiatu w Królestwie Polskim bez praw miejskich bądź statusu osady – była wsią.
19 maja?/31 maja 1870 z gminy Nowa Aleksandria wyłączono wsie Sielce, Chrząchów, Chrząchówek, Wólka Nowodworska i Dęba (włączone do gminy Kurów), wsie Osiny i Wola Osińska (włączone do gminy Żyrzyn) oraz wieś Wronów (włączoną do nowo utworzonej gminy Gołąb). Tego samego dnia powstała też ówczesna gmina Końskowola jako enklawa na obszarze gminy Nowa Aleksandria, powstała w związku z utratą praw miejskich przez miasto Końskowola i przekształceniu go w wiejską w granicach dotychczasowego miasta.
W 1906 roku Nowa Aleksandria uzyskała prawa miejskie, przez co została wyłączona z gminy wiejskiej, zaś 2 maja 1916 przywrócono pierwotną nazwę – Puławy, która obowiązuje do dzisiaj.
Po odzyskaniu niepodległości przez Polskę w 1918 roku utrzymano przywróconą nazwę miasta Puławy, a nazwę gminy Nowa Aleksandria jako gminę Puławy.
1 stycznia 1925 część obszaru gminy Puławy włączono do gminy Końskowola (wsie: Młynki, Opoka, Pożóg, Starawieś, Witowice, przysiółek Końskowola, majątek Końskwola Poduchowna, folwark Końskowola oraz kolonie: Końskowola nr 1, 2 i 3), przez co ta ostatnia stała się gminą wielowioskową; natomiast do gminy Puławy włączono z powrotem wieś Wronów z gminy Gołąb. 9 lipca 1925 wieś Pożóg z gminy Końskowola przyłączono z powrotem do gminy Puławy.
1 kwietnia 1933 gminę Puławy zniesiono i wcielono do gminy Końskowola (miejscowości Michałówka, Parchatka, Pożóg, Ruda Czechowska, Rudy, Skowieszyn, Włostowice, Wólka Profecka i Wronów). Miesiąc po tym, 17 listopada 1933, Wólkę Profecką (251,94 ha) z Włostowicami. część wsi Rudy z częścią lasu donacyjnego Ruda Czechowska na zachód od kolei z częścią lasu rządowego między koleją a Wólka Profecką włączono do Puław.